# Gerres macracanthus
Gerres macracanthus är en fiskart som beskrevs av Bleeker, 1854. Gerres macracanthus ingår i släktet Gerres och familjen Gerreidae. Inga underarter finns listade i Catalogue of Life.